# Aguirre (álbum)
Aguirre es el séptimo álbum de estudio de la banda alemana de krautrock Popol Vuh. Fue publicado en 1975 a través de la discográfica Ohr y reeditado por SPV en 2004 con una pista adicional. Contiene música utilizada en la película de Werner Herzog Aguirre, der Zorn Gottes (1972) y sería una de sus primeras colaboraciones con el director. Aunque suele ser calificada como la banda sonora de dicha película, sólo dos temas; «Aguirre I» y «Aguirre II», aparecen en la cinta; el resto son canciones grabadas entre 1972 y 1974, entre ellas dos versiones alternativas de «Morgengruß II» y «Agnus Dei», que habían aparecido anteriormente en el álbum Einsjäger und Siebenjäger (1974). También fue utilizado brevemente en la banda sonora de la película Cegados por el sol (2015).

## Lista de canciones
LP original

| Lado 1 |                 |          |  |
| N.º    | Título          | Duración |  |
| 1.     | «Aguirre I»     | 7:22     |  |
| 2.     | «Morgengruß II» | 2:55     |  |
| 3.     | «Aguirre II»    | 6:15     |  |
| 4.     | «Agnus Dei»     | 3:03     |  |

| Lado 2 |                     |          |  |
| N.º    | Título              | Duración |  |
| 4.     | «Vergegenwärtigung» | 16:51    |  |

| Pistal adicional (2004) |               |          |  |
| N.º                     | Título        | Duración |  |
| 4.                      | «Aguirre III» | 7:16     |  |

## Créditos
- Florian Fricke – piano, sintetizador y órgano
- Daniel Fichelscher – guitarra eléctrica, guitarra acústica y batería
- Djong Yun – voz
- Robert Eliscu – oboe y flauta de pan